# Oryx (сайт)
Oryx или Oryxspioenkop е холандски уебсайт за анализ на отбраната с използването на открити източници (OSINT) и изследователска група за военни действия. Управлява се от Стийн Мицер и Йост Олиманс. И двамата преди това са работили за базираната в Холандия Bellingcat. Oliemans също е работил за Janes Information Services, британска военна разузнавателна компания.
Страницата Oryx е създадена през 2013 г. и първоначално се фокусира върху Сирийската война. Мицер и Олиманс също са написали две книги за Корейската народна армия. Според Oryx, терминът spionkop (на африкаанс „шпионски хълм“) „се отнася за място, откъдето човек може да наблюдава събитията по света“.
Блогът става международно известен с публикациите си по темата руската инвазия в Украйна през 2022 г., преброявайки и следейки материалните щети по време на инвазията въз основа на визуални доказателства и публично достъпна информация от социалните медии. Той е редовно цитиран в големи медии, включително Reuters, BBC News, The Guardian, The Economist, Newsweek, CNN и CBS News. Forbes нарича Oryx „най-надеждният източник в конфликта досега“, като оценява услугите му като „изключителни“. Тъй като отчита само визуално потвърдени загуби, отчетите на Oryx за загубите по време на инвазията са абсолютно минимални базови линии за оценка на загубите.